# Begonia dosedlae
Begonia dosedlae là một loài thực vật có hoa trong họ Thu hải đường. Loài này được Gilli mô tả khoa học đầu tiên năm 1979 publ. 1980.